# Iglesia de San Francisco de Asís (Jebel Ali)
La Iglesia de San Francisco de Asís fue inaugurada en noviembre de 2001 como parte del Vicariato de Arabia, pastoreada por el obispo Paul Hinder. Los residentes de la parroquia son de diversas nacionalidades de todo el mundo, que viven principalmente como expatriados en Dubái uno de los Emiratos Árabes Unidos. La iglesia está situada justo al lado de la vía Sheikh Zayed, en Jebel Ali. Jebel Ali está situado en una pequeña montaña en el desierto. El nombre en sí significa "Gran Montaña". Es de fácil acceso desde el centro comercial Gardens / Ibn Battuta y de los intercambios Jebel Ali Village.